# マリック・ローズ
マリック・ジャパリ・ローズ（Malik Jabari Rose, 1974年11月23日 - ）は、アメリカ合衆国の元バスケットボール選手。北米男子プロバスケットボールNBAのサンアントニオ・スパーズなどで活躍した。 現在はアトランタ・ホークスでバスケットボール運営部門の社長を務めた後、デトロイト・ピストンズのアシスタントGMを務めている。

## 経歴

### 選手
ドレクセル大学卒業後、1996年のNBAドラフト2巡 44位でシャーロット・ホーネッツに指名され、入団し、NBAプレーヤーとなった。1シーズンプレーした後1997年サンアントニオ・スパーズに入団し、1999年、２003年の２度の優勝に貢献した。
通算成績は5,003得点(6.2ppg)、3,371リバウンド(4.1rpg)、684アシスト(0.8apg)。

#### 引退後
2015年よりスパーズ時代に従事したマイク・ビューデンホルツァー・アトランタ・ホークスHC兼球団社長の下で球団社長を務め、2017年4月11日付でエリー・ベイホークスのGMに就任したことが発表された。